# Championnats du monde juniors de natation 2019
Navigation
2017 2022
Les Championnats du monde juniors de natation 2019 se déroulent à Budapest du 20 au 25 août 2019.

## Résultats

### Hommes
| Épreuve              | Or | Or                         | Argent | Argent         | Bronze | Bronze         |
| -------------------- | --- | -------------------------- | --- | -------------- | --- | -------------- |
| 50 m nage libre      | Vladyslav Bukhov (UKR) | 22 s 13                    | David Curtiss (USA) | 22 s 14        | Adam Chaney (USA) | 22 s 40        |
| 100 m nage libre     | Andreï Minakov (RUS) | 48 s 73                    | Joshua Liendo (CAN) | 49 s 17        | Robin Hanson (SWE) | 49 s 25        |
| 200 m nage libre     | Luca Urlando (USA) | 1 min 46 s 97              | Robin Hanson (SWE) | 1 min 47 s 03  | Murilo Sartori (BRA) | 1 min 47 s 39  |
| 400 m nage libre     | Gábor Zombori (HUN) | 3 min 46 s 06 CR           | Thomas Neill (AUS) | 3 min 46 s 27  | Aleksandr Egorov (RUS) | 3 min 47 s 36  |
| 800 m nage libre     | Franko Grgić (CRO) | 7 min 45 s 92 NR           | Ilia Sibirtsev (RUS) | 7 min 48 s 05  | Thomas Neill (AUS) | 7 min 48 s 65  |
| 1500 m nage libre    | Franko Grgić (CRO) | 14 min 46 s 09 WCR, CR, NR | Thomas Neill (AUS) | 14 min 59 s 19 | Ilia Sibirtsev (RUS) | 15 min 05 s 17 |
|                      | |                            | |                | |                |
| 50 m dos             | Jan Čejka (CZE) | 25 s 08 NR                 | Wyatt Davis (USA) | 25 s 23        | Thomas Ceccon (ITA) | 25 s 35        |
| 100 m dos            | Thomas Ceccon (ITA) | 53 s 46 CR                 | Nikolay Zuev (RUS) | 53 s 59        | Wyatt Davis (USA) | 54 s 14        |
| 200 m dos            | Wyatt Davis (USA) | 1 min 58 s 18              | Carson Foster (USA) | 1 min 58 s 47  | Mewen Tomac (FRA) | 1 min 58 s 71  |
|                      | |                            | |                | |                |
| 50 m brasse          | Vladislav Gerasimenko (RUS) | 27 s 58                    | Gabe Mastromatteo (CAN) | 27 s 73        | Archie Goodburn (GBR) | 27 s 83        |
| 100 m brasse         | Vladislav Gerasimenko (RUS) | 59 s 97                    | Josh Matheny (USA) | 1 min 00 s 17  | Kevin Houseman (USA) | 1 min 00 s 55  |
| 200 m brasse         | Josh Matheny (USA) | 2 min 09 s 40 CR           | Shoma Sato (JPN) | 2 min 09 s 56  | Yuta Arai (JPN) | 2 min 10 s 84  |
|                      | |                            | |                | |                |
| 50 m papillon        | Thomas Ceccon (ITA) | 23 s 37                    | Andreï Minakov (RUS) | 23 s 39        | Josif Miladinov (BUL) | 23 s 48 NR     |
| 100 m papillon       | Andreï Minakov (RUS) | 51 s 25                    | Federico Burdisso (ITA) | 51 s 83        | Egor Pavlov (RUS) | 51 s 90        |
| 200 m papillon       | Luca Urlando (USA) | 1 min 55 s 02              | Tomoru Honda (JPN) | 1 min 55 s 31  | Federico Burdisso (ITA) | 1 min 55 s 39  |
|                      | |                            | |                | |                |
| 200 m quatre nages   | Carson Foster (USA) | 1 min 58 s 46 CR           | Finlay Knox (CAN) | 1 min 59 s 44  | Apóstolos Papastámos (GRE) | 1 min 59 s 62  |
| 400 m quatre nages   | Apóstolos Papastámos (GRE) | 4 min 11 s 93 WJR, CR, NR  | Ilia Borodin (RUS) | 4 min 12 s 95  | Léon Marchand (FRA) | 4 min 16 s 37  |
|                      | |                            | |                | |                |
| 4×100 m nage libre   | États-Unis Jake Magahey (49 s 51) Luca Urlando (48 s 73) Adam Chaney (48 s 64) Carson Foster (48 s 92) Jack Alexy[a] Matt Brownstead[a] Jack Armstrong[a]                                       | 3 min 15 s 80 WJR, CR      | Russie Arseniy Chivilev (50 s 23) Aleksandr Shchegolev (48 s 54) Egor Pavlov (49 s 67) Andreï Minakov (47 s 82) Pavel Samusenko[a] Aleksey Fedkin[a]                              | 3 min 16 s 26  | Italie Federico Burdisso (49 s 38) Thomas Ceccon (48 s 59) Mario Nicotra (49 s 65) Stefano Nicetto (48 s 67) Paolo Conte Bonin[a]                    | 3 min 16 s 29  |
| 4×200 m nage libre   | États-Unis Jake Magahey (1 min 48 s 11) Luca Urlando (1 min 47 s 13) Jake Mitchell (1 min 47 s 03) Carson Foster (1 min 46 s 10) Dare Rose[a] Wyatt Davis[a]                                    | 7 min 08 s 37 WJR, CR      | Russie Nikita Danilov (1 min 48 s 76) Aleksandr Shchegolev (1 min 46 s 36) Maksim Aleksandrov (1 min 48 s 38) Aleksandr Egorov (1 min 48 s 40) Egor Pavlov[a] Roman Moskalenko[a] | 7 min 11 s 90  | Australie Thomas Neill (1 min 47 s 58) Mitchell Tinsley (1 min 49 s 85) Thomas Hauck (1 min 48 s 65) Alexander Grant (1 min 48 s 98) Noah Millard[a] | 7 min 15 s 06  |
| 4×100 m quatre nages | Russie Nikolay Zuev (53 s 84) Vladislav Gerasimenko (59 s 53) Andreï Minakov (50 s 93) Aleksandr Shchegolev (48 s 89) Pavel Samulenko[a] Alexander Zhigalov[a] Egor Pavlov[a] Aleksei Fedkin[a] | 3 min 33 s 19 WJR, CR      | États-Unis Will Grant (54 s 45) John Matheny (59 s 55) Blake Manoff (51 s 72) Adam Chaney (47 s 94) Wyatt Davis[a] Kevin Houseman[a] Dare Rose[a] Jack Armstrong[a]               | 3 min 33 s 66  | Canada Cole Pratt (54 s 79) Gabe Mastromatteo (59 s 82) Joshua Liendo Edwards (51 s 90) Finlay Knox (49 s 84) Tyler Wall[a]                          | 3 min 36 s 35  |

a  Nageurs ayant participé seulement aux séries

### Femmes
| Épreuves           | Or | Or             | Argent | Argent         | Bronze | Bronze         |
| ------------------ | --- | -------------- | --- | -------------- | --- | -------------- |
| 50 m nage libre    | Gretchen Walsh (États-Unis) | 24 s 71        | Maxine Parker (États-Unis) | 24 s 75        | Meg Harris (Australie) | 24 s 89        |
| 100 m nage libre   | Gretchen Walsh (États-Unis) | 53 s 74        | Torri Huske (États-Unis) | 54 s 54        | Meg Harris (Australie) | 54 s 58        |
| 200 m nage libre   | Erika Fairweather (Nouvelle-Zélande)                                                                                                | 1 min 57 s 96  | Lani Pallister (Australie) | 1 min 58 s 09  | Emma O'Croinin (Canada) | 1 min 58 s 64  |
| 400 m nage libre   | Lani Pallister (Australie) | 4 min 05 s 42  | Emma O'Croinin (Nouvelle-Zélande) | 4 min 08 s 11  | Rachel Stege (États-Unis) | 4 min 08 s 30  |
| 800 m nage libre   | Lani Pallister (Australie) | 8 min 22 s 49  | Miyu Namba (Japon) | 8 min 27 s 24  | Giulia Salin (Italie) | 8 min 28 s 99  |
| 1 500 m nage libre | Lani Pallister (Australie) | 15 min 58 s 86 | Giulia Salin (Italie) | 16 min 14 s 00 | Chase Travis (États-Unis) | 16 min 18 s 04 |
|                    | |                | |                | |                |
| 50 m dos           | Brontë Job (Australie) | 27 s 87        | Jade Hannah (Canada) Daria Vaskina (Russie)                                                                                             | 27 s 91        | Non décernée |                |
| 100 m dos          | Jade Hannah (Canada) | 59 s 63        | Claire Curzan (États-Unis) | 1 min 00 s 00  | Daria Vaskina (Russie) | 1 min 00 s 02  |
| 200 m dos          | Jade Hannah (Canada) | 2 min 09 s 28  | Lena Grabowski (Autriche) | 2 min 10 s 27  | Erika Gaetani (Italie) | 2 min 10 s 52  |
|                    | |                | |                | |                |
| 50 m brasse        | Benedetta Pilato (Italie) | 30 s 60 NR     | Kayla van der Merwe (Royaume-Uni) | 30 s 91        | Kaitlyn Dobler (États-Unis) | 30 s 92        |
| 100 m brasse       | Evgeniia Chikunova (Russie) | 1 min 06 s 93  | Kaitlyn Dobler (États-Unis) | 1 min 06 s 97  | Kayla van der Merwe (Royaume-Uni) | 1 min 07 s 06  |
| 200 m brasse       | Evgeniia Chikunova (Russie) | 2 min 24 s 03  | Anastasia Makarova (Russie) | 2 min 24 s 39  | Mei Ishihara (Japon) | 2 min 24 s 99  |
|                    | |                | |                | |                |
| 50 m papillon      | Torri Huske (États-Unis) | 25 s 70        | Anastasiya Shkurdai (Biélorussie) | 25 s 77        | Claire Curzan (États-Unis) | 25 s 81        |
| 100 m papillon     | Torri Huske (États-Unis) | 57 s 71        | Anastasiya Shkurdai (Biélorussie) | 57 s 98        | Claire Curzan (États-Unis) | 58 s 37        |
| 200 m papillon     | Lillie Nordmann (États-Unis) | 2 min 08 s 24  | Blanka Berecz (Hongrie) | 2 min 08 s 93  | Charlotte Hook (États-Unis) | 2 min 09 s 00  |
|                    | |                | |                | |                |
| 200 m 4 nages      | Justina Kozan (États-Unis) | 2 min 11 s 55  | Alba Vazquez Ruiz (Espagne) | 2 min 13 s 43  | Mei Ishishara (Japon) | 2 min 13 s 52  |
| 400 m 4 nages      | Alba Vazquaz Ruiz (Espagne) | 4 min 38 s 53  | Isabel Gormley (États-Unis) | 4 min 39 s 15  | Michaella Glenister (Royaume-Uni) | 4 min 39 s 35  |
|                    | |                | |                | |                |
| 4×100 m nage libre | États-Unis Gretchen Walsh (54 s 13) Torri Huske (54 s 508) Grace Cooper (55 s 04) Amy Tang (53 s 94)                                | 3 min 37 s 61  | Australie Mollie O'Callaghan (55 s 07) Meg Harris (55 s 51) Lani Pallister (55 s 23) Rebecca Jacobson (55 s 04)                         | 3 min 40 s 85  | Italie Chiara Tarantino (55 s 47) Maria Masciopinto (55 s 39) Emma Menicucci (55 s 37) Gaia Pesenti (55 s 81)                                  | 3 min 42 s 04  |
| 4×200 m nage libre | États-Unis Lillie Nordmann (1 min 59 s 31) Erin Gemmell (1 min 59 s 70) Justina Kozan (1 min 58 s 09) Claire Tuggle (1 min 58 s 39) | 7 min 55 s 49  | Australie Lani Pallister (1 min 58 s 61) Michaela Ryan (1 min 59 s 11) Rebecca Jacobson (2 min 00 s 71) Jenna Forrester (1 min 59 s 44) | 7 min 57 s 87  | Canada Brooklyn Douthwright (1 min 59 s 69) Katrina Bellio (2 min 00 s 61) Genevieve Sasseville (2 min 02 s 89) Emma O'Croinin (1 min 57 s 95) | 8 min 01 s 14  |
| 4×100 m 4 nages    | États-Unis Claire Curzan (1 min 00 s 75) Kaitlyn Dobler (1 min 07 s 51) Torri Huske (57 s 86) Gretchen Walsh (53 s 01)              | 3 min 59 s 13  | Russie Daria Vaskina (59 s 90) Evgeniia Chikunova (1 min 07 s 45) Aleksandra Sabitova (58 s 47) Ekaterina Nikonova (54 s 48)            | 4 min 00 s 30  | Canada Jade Hannah (1 min 00 s 42) Avery Wiseman (1 min 08 s 23) Hanna Henderson (59 s 16) Brooklyn Doutgwright (55 s 36)                      | 4 min 03 s 17  |